# Телекомуникации в България

## История

### Телефония
До средата на 1930-те телефонните централи са били тип „номератори“, т.е. с ръчно обслужване от телефонистки. Въвеждането на първите автоматични телефонни централи (АТЦ) в България започва с монтаж на АТЦ на фирмата Сименс-Халске отначало в Стара Загора (1935 г. – 600 номера), после във Варна и Русе (също 1935 г., по 1000 номера). Първата АТЦ в София („Лъвов мост“ – 2000 номера) е пусната в експлоатация на 14 юни 1936 г., после следват Габрово, Бургас, В. Търново. След 1938 г. водещ от българска страна е Никола Рашев. В годините около 1940 в страната вече има значителен брой добре подготвени кадри и новата техника се експлоатира успешно.
Телефонната палата в София е изградена по проект на Станчо Белковски и Борис Йолов. Строежът ѝ започва през 1938 – 1939 г. и е окончателно завършен едва през 1949 г. В нея се разполагат съоръженията на Софийската АТЦ, както и съответните административни помещения. Това е първата сграда на телефонна палата, но по-късно такива сгради, приютяващи местните АТЦ, са построени и в други големи градове на България.
При бомбардировките на София през 1943 – 44 г. телефонните съобщения в столицата са силно засегнати. На 09.09.1944 новото правителство заварва в София само една временна градска ръчна телефонна централа с около 180 поста и също временна междуградска централа за няколко линии до по-големите градове. Ръчната телефонна централа в центъра с 8000 номера, междуградската и международната централа, високочестотните уредби, автоматичната централа „Лъвов мост“ с 3000 номера, „Червен кръст“ с 2500 номера и цялата подземна и надземна кабелна и въздушна мрежа са тежко повредени и извадени от действие. За непродължително време, заедно с възстановяването на телефонната мрежа, влизат в строя междуградската телефонна станция, ръчната телефонна централа, полуразрушената АТЦ „Лъвов мост“. Монтира се новата централа „Червен кръст“, довършва се монтажът на АТЦ „Лозенец“ и други.

## Интернет

### Интернет доставчици
Броят на интернет доставчиците през 2007 година е 120.

### Интернет потребители
| Година:               | 2000 | 2001 | 2002 | 2003 | 2004 | 2005 | 2006      | 2007 | 2008 | 2009      |
| Интернет потребители: |      |      |      |      |      |      | 1 870 000 |      |      | 3 450 000 |
| Процент:              | 7    | 10.7 | 11.1 | 12.8 | 15.4 | 18.5 | 23.4      | 28   | 32.4 | 46        |

## Статистика
Телефони – главни стационарни линии:
3,186 милиона (1999)
Мобилни телефони:
8,253 милиона (2007)
Телефонна система:
Повече от две трети от линиите са домашни.
- Вътрешни: Широко се използват остарели системи, които използват коаксиален кабел и микровълнови вълни от радиоспектъра; телефонните услуги са достъпни в почти всички населени места; по-модерен цифров кабел към момента свързва повечето от регионите, като за останалите се използват цифрови микровълни.
- Международни: Има пряка връзка с 58 страни; използват се сателити:
- „Интерспътник“ (Атлантически океан);
- „Интелсат“ (Атлантически океан и Индийски океан).

Радиостанции:
AM 24, FM 93, късовълнови 2 (1998)
Радиоапарати:
5,25 милиона (2007)
Телевизионни станции:
33 (1999)
Телевизори:
4,81 милиона (2006)
Държавен код: BG (БГ)